# Castell de Marchenilla
El castell de Marchenilla està situat al terme municipal d'Alcalá de Guadaíra, a la província de Sevilla, Andalusia.

## Història
A les darreries del segle xiii, les incursions benimerins, procedents de Ronda a través del "camí de Morón", van justificar crear la fortificació de Marchenilla com un petit recinte emmurallat que recorda al proper castell d'Alcalá de Guadaíra.
Durant la Baixa Edat Mitjana s'integrarà en el senyoriu de Gandul i Marchenilla, a favor d'Arnao de Solier, i al segle xiv passa a les mans de la família Velasco, que ampliarà el castell. Al segle xvii se li construiria la capella de San Isidro Labrador i al segle xvii es crea un pati estil "cortijo" a l'Est.

## Característiques
El recinte és de planta gairebé quadrada, posseeix torrasses en les cantonades i garitones al centre de cada llenç, una forta torre de l'homenatge i murs i torres amb merlets. A l'interior hi ha sales amb voltes de creueria.
La torre de l'homenatge constitueix per si sola un interessant monument. És de planta rectangular (8,60 x 7,10 metres), té 27 metres d'altura i està construïda en formigó i reforçada en certes parts amb carreus i maons. Té dues plantes i un terrat. L'entrada es realitza per una estreta porta que dona al costat sud. La primera planta està coberta per una volta vaida, té en dues dels seus costats un seient corregut i al nord un gran arc en forma de fornícula, que el seu trasdós presenta avui una motllura de guix de tipus gòtic decadent. És possible que la torrassa sigui resta del Calachibencarro, situat entre Alcalá de Guadaíra i Carmona, primera fita dels assenyalats en el privilegi d'Alfons X per delimitar el terme de Carmona.
El primitiu recinte va haver de ser el que avui dia correspon a les habitacions del mas, capella i graners, estant defensat en l'angle nord-est per una torre forta i tenint probablement la seva entrada principal per la porta, que encara avui subsisteix al costat de ponent de la citada torre, com indiquen els matacanes de la seva part superior, que cauen sobre aquesta entrada. Un ampli pati envoltat de murs de formigó, reforçats en les cantonades per carreus, corria a tot el llarg del costat oriental del recinte.
El castell va sofrir reformes i ampliacions d'importància en la segona meitat del segle xv, potser, en entrar a formar part de les possessions de llinatge dels Velasco, les armes dels quals campegen en una de les torrasses. Se li va agregar llavors pel costat nord un segon recinte rectangular amb dues torrasses circulars en els angles, coronats per matacanes volats, sostinguts per elegants arcs trilobulats gòtics de gran efecte decoratiu; entre totes dues torrasses i al centre del llenç de muralla emmerletada que flanquegen, hi ha una balconada o garita semicircular.
Al castell hi ha una capella dedicada a Sant Isidre Llaurador, presidida per una valuosa pintura de la Mare de Deéu de Guadalupe.
Actualment és de propietat privada i el seu aspecte exterior està molt alterat a causa de l'aprofitament del recinte emmurallat (juntament amb murs exteriors) per a activitats agrícoles de la família.